# Millennium (amerikansk TV-serie)
För andra betydelser, se Millennium (olika betydelser).
Millennium är en TV-serie som spelades in under tre säsonger 1996-1999, skapad av Chris Carter, som även gjorde Arkiv X. Serien är en väldigt mörk blandning av thriller, kriminaldrama och skräck.
Lance Henriksen spelar den f.d. FBI-agenten Frank Black som har förmågan att se in i mördarens psyke. Titeln Millennium betyder årtusende och syftar på att oron och våldet ökade inför det nya årtusendet.

## Rollfigurer
Frank Black är en pensionerad seriemördarprofilerare som flyttar till Seattle med sin familj för att undkomma våldet och terrorn han genomled under sitt arbete för FBI i Washington D.C.. 
Trots att hans förmåga att tränga in i seriemördares sjuka hjärnor har orsakat honom mycket lidande har han valt att gå med i den mystiska Millennium-gruppen, en skara före detta kriminalexperter. Det har han gjort eftersom han vet att hans "gåva" fortfarande kan rädda och skydda oskyldigas liv.
Catherine Black, Franks hustru. Hon jobbar som socialarbetare och är kurator åt brottsoffer. Spelas av Megan Gallagher. 
Jordan Black är Franks och Catherines dotter som har en liknande förmåga som Frank. Spelas av Brittany Tiplady.
Peter Watts är en före detta FBI-agent och den förste i Millennium-gruppen som kontaktar Frank Black för att få honom att gå med i gruppen. Spelas av Terry O'Quinn.
Bob Bletcher är en veteran på mordroteln som har jobbat där i arton år. Han arbetar nära sin vän Frank Black på polisstationen i Seattle. Spelas av Bill Smitrovich.